# Tavole genealogiche della famiglia Caracciolo

## Caracciolo Viola

### Caracciolo, conti di Gerace (1348)
- Enrico (m. 1349), I conte di Gerace (1348-1349)
- Antonio (m. 1389), II conte di Gerace (1351-1381; 1389)
- Giovanni (m. 1422), III conte di Gerace
- Battista (m. 1443), IV conte di Gerace
- Tommaso (m. 1466), V conte di Gerace (1443-1466)

Linea estinta

### Caracciolo, baroni poi marchesi di Pannarano (1509; 1741), duchi di Lauriano (per eredità)
- Giovanni Antonio (m. 1543), I barone di Pannarano
- Gian Francesco (m. 1587), II barone di Pannarano
- Ascanio (m. 1605), III barone di Pannarano
- Gian Francesco (1582-1612), IV barone di Pannarano
- Giuseppe (m. 1680), V barone di Pannarano
- Benedetto (m. 1718), VI barone di Pannarano, cugino del precedente
- Ascanio (1691-1776), VII barone di Pannarano, I marchese di Pannarano
- Cesare Maria (1751-1826), II marchese di Pannarano
- Benedetto Maria (1775-1841), III marchese di Pannarano
- Cesare Maria (1801-1871), IV marchese di Pannarano, VIII duca di Lauriano
- Luisa (n. 1853), IX duchessa di Lauriano

Linea estinta

## Caracciolo Rossi

### Linee antiche

#### Caracciolo, signori di Maida (1406)
- Giovanni (m. d.1410), I signore di Maida
- Gurello (m. 1441), II signore di Maida
- Riccardo (m. d.1444), III signore e I barone di Maida (feudo venduto)

#### Caracciolo, conte di Nicastro (1415)
- Ottino (m. 1444), I conte di Nicastro
- Luigi (m. 1483), II conte di Nicastro
- Alfonso (m. 1496), III conte di Nicastro

Linea estinta

### Caracciolo di Forino

#### Caracciolo, principi di Forino (1609)
- Ottavio (m. 1614), I principe di Forino
- Fabio (1575-1619), II principe di Forino
- Ottavio (1606-1634), III principe di Forino
- Fabio (1627-1637), IV principe di Forino
- Francesco (1630-1688), V principe di Forino
- Ottavio (1651-1719), VI principe di Forino
- Maria (1685-1750), VII principessa di Forino, sposa Carlo Caracciolo, III duca di Belcastro

Linea estinta. I titoli passano per matrimonio ai Caracciolo, duchi di Belcastro

#### Caracciolo, duchi di Belcastro (1645), principi di Forino (1750)
La linea si origina da Tommaso, fratello di Ottavio, III principe di Forino, il quale sposa Vittoria, figlia di Orazio Sersale, I duca di Belcastro. Dal suocero, Tommaso ottiene per il figlio la possibilità di succedergli al ducato di Belcastro in mancanza di altri eredi maschi.
- Fabio (1639-1709), II duca di Belcastro
- Carlo (1662-1742), III duca di Belcastro
- Gennaro (1716-1777), IV duca di Belcastro, VIII principe ex matre di Forino
- Nicola Ottavio (1754-1814), V duca di Belcastro, IX principe di Forino
- Ottavio (1802-1855), VI duca di Belcastro, X principe di Forino
- Agostino (1804-1860), VII duca di Belcastro, XI principe di Forino
- Gennaro (1832-1888), VIII duca di Belcastro, XII principe di Forino
- Nicola (1867-1945), IX duca di Belcastro, XIII principe di Forino
- Gennaro (1890-1966), X duca di Belcastro, XIV principe di Forino
- Francesco (1924-?), XI duca di Belcastro, XV principe di Forino
- Alfonso (1925-1996), XII duca di Belcastro, XVI principe di Forino (fratello del precedente)

Erede presunto: Enrico (n. 1928)

#### Caracciolo, duchi di Vietri (1672) e Casamassima (1779)
Il ramo si origina da Giambattista, fratello di Fabio, II duca di Belcastro, il quale sposò Laura di Sangro, IV duchessa ed erede di Vietri, portando il titolo nella sua casata, per sé e per i suoi discendenti.
- Giambattista (1649-1709), IV duca ex uxore di Vietri
- Domenico (1679-1757), V duca di Vietri
- Nicola (1710-1783), VI duca di Vietri
- Domenico (1759-1848), VII duca di Vietri, I duca di Casamassima
- Domenico (1829-1917), VIII duca di Vietri, I principe di Crucoli ad personam (nipote del precedente, suo nonno)
- Ferdinando (1866-1927), IX duca di Vietri
- Domenico (1898-1954), X duca di Vietri
- Luigi (1900-1966), XI duca di Vietri (fratello del precedente)
- Ferdinando (1929-1996), XII duca di Vietri (nipote del precedente, suo zio)
- Lorenzo Domenico (n. 1968), XIII duca di Vietri

Erede presunto: Gennaro (n. 1971)

#### Caracciolo, principi Caracciolo di Vietri (1929)
Il ramo si origina da Francesco Saverio, figlio secondogenito di Domenico, VIII duca di Vietri, che nel 1929 ottiene per regio decreto la concessione del titolo di principe sul cognome, per sé e per i propri discendenti.
- Francesco Saverio (1866-1948), I principe Caracciolo di Vietri
- Domenico (1891-1970), II principe Caracciolo di Vietri
- Enrico (1895-1972), III principe Caracciolo di Vietri (fratello del precedente)
- Francesco Saverio (n. 1929), IV principe Caracciolo di Vietri

Erede presunto: Enrico (n. 1960)

### Caracciolo di Piacenza, conti di Statto (1474)
- Antonio (m. 1504), I conte di Statto
- Gian Ludovico (m. 1517), II conte di Statto (confiscato)
- Gian Francesco (m. 1568), III conte di Statto dal 1528
- Ottaviano (m. 1607), IV conte di Statto
- Gianfrancesco (m. 1660), V conte di Statto
- Francesco (m. 1679), VI conte di Statto (nipote del precedente, suo nonno)
- Ottaviano Caracciolo Borghi (m. 1728), VII conte di Statto
- Maurizio (m. 1767), VIII conte di Statto

Linea estinta

### Caracciolo di Vico, Brienza e Atena

#### Marchesi di Brienza
- Marcantonio (m. 1573), I marchese di Brienza
- Giambattista (m. 1620), II marchese di Brienza
- Marcantonio (1592-1621), III marchese di Brienza
- Giovanni Giacomo (1596-1651), IV marchese di Brienza

Linea estinta

#### Marchesi di Vico
- Colantonio (m. 1562), I marchese di Vico
- Colantonio (m. 1577), II marchese di Vico
- Filippo (m. 1590), III marchese di Vico
- Nicola Antonio (1580-1592), IV marchese di Vico

Linea estinta

#### Duchi di Montenegro, Principi di Atena
- Carlo (1591-1648), I duca di Montenegro
- Domenico (m. 1681), II duca di Montenegro
- Carlo Giuseppe (1660-1720), III duca di Montenegro (1681-1685), I principe di Atena, VIII marchese di Brienza (dal 1681)
- Domenico (1690-1726), II principe di Atena, IX marchese di Brienza
- Giuseppe Litterio (1725-1807), III principe di Atena, X marchese di Brienza
  - Vincenzo Maria (1753-1776), IV principe di Atena
  - Cataldo (1768-1834), XI marchese di Brienza
- Giulia (1798-1875), V principessa di Atena, XII marchesa di Brienza

Linea estinta

#### Duchi Caracciolo di Brienza (1759)
- Michele (1719-1797), I duca Caracciolo di Brienza
- Giuseppe (1746-1797), II duca Caracciolo di Brienza
- Francesco (1752-1797), III duca Caracciolo di Brienza
- Pasquale (1796-1852), IV duca Caracciolo di Brienza
- Michele (1821-1902), V duca Caracciolo di Brienza
- Francesco (1860-1926), VI duca Caracciolo di Brienza
- Tristano (1870-1943), VII duca Caracciolo di Brienza
- Michele (1903-1969), VIII duca Caracciolo di Brienza
- Francesco (1907-1972), IX duca Caracciolo di Brienza
- Tristano (n. 1935), X duca Caracciolo di Brienza

Francesco (n. 1967), erede presunto

#### Caracciolo, principi di Avellino (1589-1932)
La famiglia deve la propria origine a Domizio Caracciolo (1508-1576), il quale dal 1548 acquistò il titolo di conte di Gallarate, nell'odierna Lombardia, per poi rivenderlo nel 1564 alla famiglia Pallavicino in cambio del feudo napoletano di Atripalda di cui, dal 1572, ottenne il riconoscimento al titolo di duca. Nel 1551 acquistò anche la contea di Torella (da cui poi si originerà la linea omonima). Questi acquisì notevole fama presso il regno napoletano ricoprendo la carica di governatore degli Abruzzi dal 1547 al 1552. Il figlio di costui, vero iniziatore della casata, nel 1581 acquistò il feudo di Avellino sul quale, dal 1589, riuscì ad ottenere il titolo di principe.
- Marino I (m.1591), I principe di Avellino
- Camillo (1563-1617), II principe di Avellino
- Marino II (1587-1630), III principe di Avellino
- Francesco Marino I (1631-1674), IV principe di Avellino
- Marino III (1668-1720), V principe di Avellino
- Francesco Marino II (1688-1727), VI principe di Avellino
- Marino Francesco I (1714-1781), VII principe di Avellino
- Francesco Marino III (1734-1784), VIII principe di Avellino
- Giovanni (1741-1800), IX principe di Avellino, fratello del precedente
- Marino Francesco II (1783-1844), X principe di Avellino
- Francesco Marino IV (1804-1870), XI principe di Avellino
- Marino IV (1838-1901), XII principe di Avellino
- Francesco (1860-1932), XIII principe di Avellino

Casata estinta; passaggio dei titoli ai principi di Torchiarolo

#### Caracciolo, principi di Torchiarolo (1726)
I principi Caracciolo di Torchiarolo, fedelissimi alla causa austriaca, furono tra le pochissime casate napoletane ad aver ottenuto il titolo di principe del Sacro Romano Impero con la qualifica quindi di "Altezza Serenissima" e del riconoscimento del predicato sul feudo di Torchiarolo.
- Ambrogio (1699-1746), I principe di Torchiarolo
- Luigi (1734-1756), II principe di Torchiarolo
- Ambrogio (1755-1818), III principe di Torchiarolo
- Luigi (1782-1853), IV principe di Torchiarolo
- Giovanni (1814-1886), V principe di Torchiarolo
- Luigi (1852-1917), VI principe di Torchiarolo
- Sergianni (1889-1939), VII principe di Torchiarolo, eredita il principato di Avellino, divenendone XIV principe
- Francesco (1899-1940), XV principe di Avellino, VIII principe di Torchiarolo
- Marcello (1903-1985), XVI principe di Avellino, IX principe di Torchiarolo
- Francesco (1944-1992), XVII principe di Avellino, X principe di Torchiarolo
- Sergianni (1949-2024), XVIII principe di Avellino, XI principe di Torchiarolo
- Federico (n. 1979), XIX principe di Avellino, XII principe di Torchiarolo

Lorenzo (n. 2017), erede presunto

#### Caracciolo, principi di Torella (1639)
Anche i principi di Torella derivano genealogicamente dalla linea primogenita dei Principi di Avellino.
- Giuseppe (1613-1670), I principe di Torella
- Marino (m. 1696), II principe di Torella
- Giuseppe (1657-1712), III principe di Torella
- Antonio Carmine (1692-1740), IV principe di Torella
- Domenico (1696-1759), V principe di Torella
- Giuseppe (1747-1808), VI principe di Torella, nipote del precedente suo zio
- Giuseppe (1787-1857), VII principe di Torella, nipote del precedente suo nonno
- Nicola Maria (1807-1884), VIII principe di Torella
- Giuseppe (1839-1910), IX principe di Torella
- Nicola (1888-1974), X principe di Torella
- Giuseppe (n.1941), XI principe di Torella

Nicola (n.1968), erede presunto

### Caracciolo di San Vito (Abruzzo)
La linea prende il nome dal ramo investito del feudo di San Vito (odierna San Vito Chietino) nel 1645, ma si origina in realtà dai marchesi di Torrecuso, poi duchi di San Giorgio, poi principi di Campagna nel XVII secolo.

#### Caracciolo, marchesi di Torrecuso (1603), duchi di San Giorgio (1626), principi di Campagna (1642-1694)
- Lelio (m. 1603), I marchese di Torrecuso
- Carlo Andrea (1583-1646), II marchese di Torrecuso[3]
- Carlo (1616-1640), II duca di San Giorgio[4]
- Gerolamo Maria (1617-1682), III duca di San Giorgio (fratello del precedente), III marchese di Torrecuso, I principe di Campagna
- Carlo (1650-1692), II principe di Campagna, IV duca di San Giorgio, IV marchese di Torrecuso
- Nicola Antonio (1686-1733), III principe di Campagna sino al 1694 (vende il feudo), V duca di San Giorgio, V marchese di Torrecuso
- Luigi Francesco (1709-1764), VI duca di San Giorgio, VI marchese di Torrecuso

Linea estinta

#### Caracciolo, marchesi (1641) e duchi (1645) di San Vito (Abruzzo)
La linea si origina da Lucio, figlio di Lelio, I marchese di Torrecuso, il quale acquista nel 1640 il feudo di San Vito (odierna San Vito Chietino) e su di esso ottiene dapprima il titolo marchionale e poi quello ducale, per sé e per i propri discendenti.
- Lucio (1585-1656), I marchese e I duca di San Vito
- Lelio (1625-1685), II duca di San Vito
- Lucio (1655-1742), III duca di San Vito
- Niccolò Maria (1725-1802), IV duca di San Vito, II marchese ex patre di Grumo, VIII duca ex uxore di San Giovanni Rotondo e Flumeri (nipote del precedente, suo nonno)
- Emanuele Maria (1765-1816), V duca di San Vito
- Lelio (1767-1837), VI duca di San Vito
- Nicola (1799-1845), VII duca di San Vito
- Emanuele (1805-1860), VIII duca di San Vito
- Nicola (1846-1924), IX duca di San Vito
- Emanuele (1876-1938), X duca di San Vito
- Roberto (1907-2001), XI duca di San Vito
- Emanuele (n. 1960), XII duca di San Vito (nipote del precedente, suo zio)

Erede presunto: Ascanio (n. 2007)

#### Caracciolo, duchi di San Giovanni Rotondo (1748)
- Niccolò Maria (1725-1802), VIII duca ex uxore di San Giovanni Rotondo e Flumeri (anche IV duca di San Vito)
- Emanuele Maria (1765-1816), V duca di San Vito, IX duca di San Giovanni Rotondo (anche V duca di San Vito)
- Lelio (1767-1837), X duca di San Giovanni Rotondo (anche VI duca di San Vito)
- Nicola (1799-1845), XI duca di San Giovanni Rotondo (anche VII duca di San Vito)
- Giovan Vincenzo (1800-1863), XII duca di San Giovanni Rotondo (fratello del precedente)
- Luigi (1834-1904), XIII duca di San Giovanni Rotondo
- Vincenzo (1865-1929), XIV duca di San Giovanni Rotondo, sposa Ottavia Spinelli d'Aquara e i suoi figli assumono il cognome di Caracciolo Spinelli Aquara
- Marcello (1896-1965), XV duca di San Giovanni Rotondo
- Gian Galeazzo (1921-1989), XVI duca di San Giovanni Rotondo
- Vincenzo Caracciolo Spinelli (n. 1948), XVII duca di San Giovanni Rotondo (cugino del precedente)

#### Caracciolo, duchi di Mignano (1770) e di Roccaromana (1783)
Il ramo si origina da Vincenzo, fratello minore di Niccolò Maria, III duca di San Vito, il quale ottiene ex uxore il titolo di duca di Mignano, acquistando nel 1783 i diritti sul feudo di Roccaromana col titolo di duca per sé e per i propri discendenti.
- Vincenzo (1733-1793), VIII duca ex uxore di Mignano, I duca di Roccaromana
- Lucio (1771-1836), II duca di Roccaromana
- Nicola (1777-1862), III duca di Roccaromana (fratello del precedente)

Linea estinta

#### Caracciolo, duchi di Flumeri (1795)
- Emanuele Maria (1765-1816), VI duca di Flumeri (anche V duca di San Vito e IX duca di San Giovanni Rotondo)
- Lelio (1767-1837), VII duca di Flumeri (anche VI duca di San Vito e X duca di San Giovanni Rotondo)
- Nicola (1799-1845), VIII duca di Flumeri (anche VII duca di San Vito e XI duca di San Giovanni Rotondo)
- Giovan Vincenzo (1800-1863), IX duca di Flumeri (anche XII duca di San Giovanni Rotondo, fratello del precedente)
- Lelio (1832-1901), X duca di Flumeri
- Alfonso (1860-1915), XI duca di Flumeri
- Carlo (1865-1936), XII duca di Flumeri
- Carla Maria (?-?), XIII duca di Flumeri
- Marcello Caracciolo Spinelli Acquara (1896-1965), XIV duca di Flumeri (anche XV duca di San Giovanni Rotondo, cugino della precedente)
- Gian Galeazzo (1921-1989), XV duca di Flumeri (anche XVI duca di San Giovanni Rotondo)
- Vincenzo Caracciolo Spinelli (n. 1948), XVI duca di Flumeri (anche XVII duca di San Giovanni Rotondo, cugino del precedente)

### Caracciolo, duchi di Airola (1575-1725)
- Ferrante (m. 1596), I duca di Airola
- Francesco (1586-1622), II duca di Airola
- Ferrante (1604-1627), III duca di Airola
- Francesco (1626-1644), IV duca di Airola
- Ferrante (1642-1689), V duca di Airola
- Carlo (1665-1709), VI duca di Airola
- Antonia (1662-1725), VII duchessa di Airola

Linea estinta

## Caracciolo Pisquizi

### Caracciolo di Sant'Eramo

#### Marchesi di Volturara poi di Sant'Eramo
- Bartolomeo (m. 1592), I marchese di Volturara
- Giambattista (m. 1623), II marchese di Volturara
- Francesco (1601-1668), III marchese di Volturara (1623-1628), IV marchese di Sant'Eramo (ex uxore)
- Giambattista (1627-1685), V marchese di Sant'Eramo
- Marino (1663-1740), VI marchese di Sant'Eramo
- Pasquale Diodato (1725-1784), VII marchese di Sant'Eramo
- Francesco Antonio (1755-1807), VIII marchese di Sant'Eramo
- Carlo Caracciolo-Stella (1782-1853), IX marchese di Sant'Eramo
- Onorato (1813-1886), X marchese di Sant'Eramo
- Marino (1855-1895), XI marchese di Sant'Eramo
- Anna (1884-1972), XII marchesa di Sant'Eramo conteso col cugino
- Francesco Paolo (1880-1916), I principe Caracciolo Carafa, VII duca di Traetto XIII marchese di Sant'Eramo, cugino della precedente
- Giambattista (1910-1978), II principe Caracciolo Carafa, VIII duca di Traetto, XIV marchese di Sant'Eramo
- Giovanni Francesco (n. 1938), III principe Caracciolo Carafa, VIII duca di Tretto, XV marchese di Sant'Eramo

Giambattista (n. 1979), erede presunto

#### Marchesi di Casalbore (1569)
- Marcello (m. 1585), I marchese di Casalbore
- Giovanni Vincenzo (m. 1605), II marchese di Casalbore
- Francesco (m. 1613), III marchese di Casalbore
- Vincenzo (m. 1619), IV marchese di Casalbore, cugino del precedente
- Marcello (1618-1636), V marchese di Casalbore
- Francesco (1619-1671), VI marchese di Casalbore
- Marcello (m. 1696), VII marchese di Casalbore, IV principe di Torrenova (ex matre)
- Tommaso (m. 1703), V principe di Torrenova, VIII marchese di Casalbore (fratello del precedente)
- Michele Francesco (1702-1718), VI principe di Torrenova, IX marchese di Casalbore
- Tommaso (1703-1753), VII principe di Torrenova, X marchese di Casalbore
- Aurelia (1733-1803), VIII principessa di Torrenova, XI marchesa di Casalbore

Linea estinta

### Caracciolo d'Aragona
- Ligorio (XIII sec.), I signore di Pisciotta
- Gualtieri (m. d.1302), II signore di Pisciotta
- Berardo (m. 1346), III signore di Pisciotta
- Francesco (m. p. 1353), IV signore di Pisciotta
- Giovanni (m. d.1382), V signore di Pisciotta
- Leonetto (XIV secolo), VI signore di Pisciotta
- Francesco (XV secolo), VII signore di Pisciotta sino al 1469 (confiscato).
- Alfonso (m. 1516), VIII signore di Pisciotta dal 1515 (riconfermato), I signore di Plaisano (reclamato dalla nonna Maria Caracciolo, erede di Plaisano)
- Baldassarre (m. 1529), IX signore di Pisciotta, II signore di Plaisano, sposa Eleonora d'Aragona e i suoi figli assumono il cognome Caracciolo d'Aragona.
- Pietro Antonio (m. 1546), X signore di Pisciotta, III signore di Plaisano
- Carlo (m. 1589), XI signore di Pisciotta, IV signore di Plaisano

Linea estinta

### Caracciolo, signori (1441) e principi (1590) di Santobuono, marchesi di Bucchianico (1518)
Il ramo si origina da Marino I Caracciolo, del ramo di Berardo, investito di molti feudi nel 1441 da Alfonso V d'Aragona.
- Marino I (m. 1468), I signore di Santobuono
- Tiberio (m. p. 1511), II signore di Santobuono
- Marino II (m. 1522), III signore di Santobuono, I marchese di Bucchianico
- Giovanni Antonio I (m. 1527), II marchese di Bucchianico
- Marino III (m. 1566), IV signore di Santobuono, III marchese di Bucchianico (fratello del precedente)
- Giovanni Antonio II (m. 1598), IV marchese di Bucchianico, V signore e I principe di Santobuono
- Marino IV (m. 1625), II principe di Santobuono
- Alfonso (1603-1660), III principe di Santobuono
- Marino V (1646-1694), IV principe di Santobuono
- Carmine Niccolò (1671-1726), V principe di Santobuono
- Marino VI (1696-1745), VI principe di Santobuono
- Gregorio (1724-1791), VII principe di Santobuono
- Ferdinando (1757-1814), VIII principe di Santobuono
- Baldassarre (1768-1828), IX principe di Santobuono, fratello del precedente
- Francesco (1804-1834), X principe di Santobuono
- Riccardo (1807-1888), XI principe di Santobuono, fratello del precedente
- Baldassarre (1856-1928), XII principe di Santobuono
- Giovan Battista (1885-1943), XIII principe di Santobuono
- Riccardo (1906-1967), XIV principe di Santobuono
- Marino (1910-1971), XV principe di Santobuono, fratello del precedente

Linea estinta

### Caracciolo di Villa e Cellamare

#### Caracciolo, signori (1468) e principi (1649) di Villa Santa Maria
- Sergianni (?-?), I signore di Celenza e Villa Santa Maria
- Giulio Cesare (?-?), II signore di Celenza e Villa Santa Maria
- Ferrante (m. 1583), III signore di Villa Santa Maria (feudo diviso da quello di Celenza col fratello maggiore Giovanni)
- Giulio Cesare (1560-1596), IV signore di Villa Santa Maria
- Ferrante (1581-1628), V signore di Villa Santa Maria
- Filippo (1626-1685), VI signore e I principe di Villa Santa Maria, nipote del precedente suo nonno
- Ferrante (1657-1731), II principe di Villa Santa Maria, I duca del Gesso
- Gian Francesco (1697-1737), III principe di Villa Santa Maria, II duca del Gesso
- Maria Eleonora (1720-1798), IV principessa di Villa Santa Maria, III duchessa del Gesso, nipote del precedente suo zio
- Francesco Giudice Caracciolo (1748-1821), V principe ex matre di Villa Santa Maria, I principe di Cellamare
- Giuseppe (1782-1853), VI principe di Villa Santa Maria (anche II principe di Cellamare)
- Francesco (1805-1854), VII principe di Villa Santa Maria (anche III principe di Cellamare)
- Giuseppe (1838-1905), VIII principe di Villa Santa Maria (anche IV principe di Cellamare)
- Francesco (1871-1941), IX principe di Villa Santa Maria (anche V principe di Cellamare)
- Anna Maria (1870-1969), X principessa di Villa Santa Maria (titoli divisi col cugino Stefano, principe di Cellamare)

Linea estinta

#### Caracciolo, principi di Cellamare (1780)
- Francesco Giudice Caracciolo (1748-1821), I principe di Cellamare (anche V principe ex matre di Villa Santa Maria)
- Giuseppe (1782-1853), II principe di Cellamare (anche VI principe di Villa Santa Maria)
- Francesco (1805-1854), III principe di Cellamare (anche VII principe di Villa Santa Maria)
- Giuseppe (1838-1905), IV principe di Cellamare (anche VIII principe di Villa Santa Maria)
- Francesco (1871-1941), V principe di Cellamare (anche IX principe di Villa Santa Maria)
- Stefano (1885-1965), VI principe di Cellamare (titoli divisi con la cugina Anna Maria, principessa di Villa Santa Maria)
- Vittorio (1890-1968), VII principe di Cellamare (fratello del precedente)
- Filippo (1894-1979), VIII principe di Cellamare (cugino del precedente)
- Ferrante (n. 1933), IX principe di Cellamare

Erede presunto: Carolina (n. 1981)

#### Caracciolo di Gesso, signori (1468) e duchi di Celenza, signori (1468) e principi (1712) di Torrebruna
- Sergianni (?-?), I signore di Celenza e Villa Santa Maria
- Giulio Cesare (?-?), II signore di Celenza e Villa Santa Maria
- Giovanni (m. 1557), III signore di Celenza (feudo diviso da quello di Villa Santa Maria col fratello minore Ferrante)
- Giulio Cesare (?-?), IV signore di Celenza
- Giambattista (m. d.1604), V signore e I duca di Celenza
- Giulio Cesare (1573-1621), II duca di Celenza
- Giambattista (m. 1656), III duca di Celenza
- Giuseppe (1633-1656), IV duca di Celenza
- Alfonso (1641-1677), V duca di Celenza, fratello del precedente
- Giovanni (m. 1700), VI duca di Celenza
- Cosima Beatrice Antonia (1695-1764), VII duchessa di Celenza, II principessa di Torrebruna (ereditato dallo zio Francesco, fratello di Giovanni, VI duca di Celenza)

Linea estinta (i titoli di duca di Celenza e principe di Torrebruna vengono acquisiti dai d'Avalos in virtù del matrimonio di Cosima Beatrice Antonia con Andrea d'Avalos d'Aquino d'Aragona dei Principi di Montesarchio)

### Caracciolo, signori (1468), baroni (1587) e principi (1646) di Marsicovetere
- Ettore (m. 1498), I signore di Marsicovetere
- Giovanni (m. 1514), II signore di Marsicovetere
- Ettore (m. 1528), III signore di Marsicovetere
- Giovanni (m. 1587), IV signore di Marsicovetere
- Ettore (m. 1593), V signore e I barone di Marsicovetere
- Francesco (1576-1626), II barone di Marsicovetere
- Orazio (1590-?), III barone di Marsicovetere, fratello del precedente
- Salvatore (1627-1668), IV barone e I principe di Marsicovetere
- Orazio (1651-1681), II principe di Marsicovetere
- Giambattista (1653-1725), III principe di Marsicovetere
- Domenico (1696-1761), IV principe di Marsicovetere
- Nicola (1697-1778), V principe di Marsicovetere, fratello del precedente
- Antonio (1701-1778), VI principe di Marsicovetere, fratello del precedente

Linea estinta

### Caracciolo di Marano
Per quanto la casata sia indicata come Caracciolo di Marano, il feudo verrà ottenuto dalla casata solamente nel 1704. Sono anche detti Caracciolo di Montesardo, Caracciolo di Barisciano o Caracciolo di Torre d'Isola. La casata si origina da Giulio Cesare, figlio di Marino, fratello a sua volta di Giovanni, II signore di Marsicovetere. La famiglia rimane senza feudo sino al 1635 quando viene acquistato il primo feudo con signoria sul borgo di Montesardo.

#### Caracciolo, signori e marchesi (1628) di Barisciano, principi di Marano (1704)
La casata si origina da Giulio Cesare, nipote dell'omonimo capostipite dei Caracciolo di Marano suo nonno, il quale acquista in feudo la terra di Barisciano per sé e per i propri eredi col titolo di signore. La famiglia erediterà il titolo di principe di Marano nel 1704 dalla famiglia Spinelli.
- Giulio Cesare (m. 1622), I signore di Barisciano
- Ettore (m. 1671), II signore e I marchese di Barisciano
- Giulio Cesare (1631-1701), II marchese di Barisciano
- Aniello Ettore (1674-1716), III marchese di Barisciano
- Nicola (1696-1738), IV marchese di Barisciano, I principe di Marano
- Pasquale (1724-1785), II principe di Marano
- Fulvio Gennaro (1747-1800), III principe di Marano, IV principe ex matre di Torre d'Isola
- Pasquale (1780-1831), IV principe di Marano
- Fulvio Gennaro (1802-1849), V principe di Marano
- Pasquale (1838-?), VI principe di Marano
- Giuliano (1869-1939), VII principe di Marano
- Fulvio (1871-1941), VIII principe di Marano, fratello del precedente
- Francesco (1897-1962),  IX principe di Marano, cugino del precedente
- Vincenzo (1938-2023), X principe di Marano
- Gabriela Casaroli (1941) moglie di Vincenzo
- Alberto (1966), XI principe di Marano, XII principe di Torre dell’Isola, XIV duca di Montesardo, XIV marchese di Barisciano, XIII duca di Resigliano, XIV duca di Pomigliano D’Atella, signore di San Dano, Salve, Andrano, Collepietra, Castelnuovo e patrizio napoletano
- Don Nicolò (2003), figlio di Alberto
- Don Francesco (1966), gemello di Alberto
- Donna Lavinia (1972) sorella di Alberto e Francesco

#### Caracciolo, signori (1635) e duchi (1659) di Montesardo, principi di Torre d'Isola (1723)
La casata si origina da Pietro Antonio, pronipote di Giulio Cesare, capostipite dei Caracciolo di Marano, il quale acquista in feudo la terra di Montesardo nel 1635.
- Pietro Antonio (m. 1651), I signore di Montesardo
- Fulvio (m. 1660), II signore e I duca di Montesardo
- Giuseppe Antonio (1641-1722), II duca di Montesardo
- Fulvio Gennaro (1675-1745), III duca di Montesardo, I principe di Torre d'Isola
- Maria Diodata (1710-1749), II principessa di Torre d'Isola
- Ippolita (1723-1788), III principessa di Torre d'Isola, cugina della precedente

Linea estinta. Titoli passati per matrimonio ai Caracciolo, principi di Marano

### Caracciolo, signori di Oppido Mamertina (1567) e Ripacandida, baroni e duchi (1634-1683) di Girifalco
La linea ha inizio quando Giovanni Caracciolo, Patrizio Napoletano e signore di Marsicovetere acquista Oppido Mamertina nel 1567. La linea di Girifalco ha inizio quando Fabrizio Caracciolo, figlio di Annibale III signore di Oppido Mamertina e barone di Girifalco, eredita ex matre il titolo di duca di Girifalco nel 1634.  
- Giovanni (m. 1587), IV signore di Marsicovetere, I signore di Oppido Mamertina
- Fabio (m. 1594), II signore di Oppido Mamertina, signore di Ripacandida
- Annibale (1576 ca. -?), III signore di Oppido Mamertina, signore di Ripacandida, barone di Girifalco ex uxore
- Fabrizio (1607-1683), IV signore di Oppido Mamertina, signore di Ripacandida, II duca ex matre di Girifalco (1634), capostipite dei Caracciolo di Girifalco 
  - Cilla Maria (1630-1666) duchessa erede di Girifalco, sposa Francesco Maria Caracciolo III marchese di Gioiosa, premorta al padre

Linea estinta. Titoli confluiti per discendenza nei Caracciolo, duchi di Girifalco (linea discendente da Gioiosa)

### Caracciolo di Gioiosa

#### Caracciolo, marchesi di Gioiosa (1594-1696)
- Michele (m. 1602), I marchese di Gioiosa
- Gian Francesco (1582-1642), II marchese di Gioiosa, signore di Orta ex uxore
  - Giulia (1609-1641), erede del marchesato di Gioiosa e della signoria di Orta, sposa Cola Maria, II duca di Atella

Linea estinta. Titolo confluito nei cugini Caracciolo, duchi di Atella e in seguito nei Caracciolo, duchi di Girifalco

#### Caracciolo, duchi di Atella (1624-1649), Orta (1649) e Girifalco (1683-1802)
La linea di Girifalco (discendente da Gioiosa) ha origine nel 1683 alla morte di Fabrizio Caracciolo II duca ex matre di Girifalco, passando il titolo ducale di Girifalco, (dopo un periodo di reggenza ex uxore di Francesco Maria, marchese di Gioiosa) per successione al nipote Nicola (Cola) Maria.
- Carlo (1605-1628), I duca di Atella
- Cola Maria (m. 1634), II duca di Atella, signore di Orta ex matre
- Francesco Maria (1632-1696), III duca di Atella (venduta nel 1649), III marchese ex matre di Gioiosa, signore e I duca di Orta (1649), duca consorte di Girifalco
- Nicola (Cola) Maria (1653-1736), III duca ex matre di Girifalco, II duca di Orta, IV marchese di Gioiosa
- Francesco Antonio Maria (1697-1735), duca erede di Girifalco e Orta (in linea di successione, premorto al padre)
- Gennaro Maria (1720-1766), IV duca di Girifalco, III duca di Orta
- Margherita (1719-1802), V duchessa di Girifalco, IV duchessa di Orta, sorella del precedente

Linea estinta. I titoli ducali di Girifalco e Orta confluiscono per matrimonio nei Piccolomini d'Aragona

#### Caracciolo, baroni (1634) e duchi (1722) di Sirignano, duchi di Rodi (1637-1793)
Gennaro, fratello minore di Gian Francesco, II marchese di Gioiosa, ottenne ex uxore il titolo di barone di Sirignano per il proprio figlio ed erede, Michele.
- Michele (1624-1683), I barone ex matre di Sirignano
- Vincenzo (1628-1698), II barone di Sirignano, fratello del precedente
- Gennaro (1672-1719), III barone di Sirignano
- Vincenzo (1710-1779), IV barone e I duca di Sirignano, duca ex uxore di Rodi
- Gennaro (1736-1739), II duca di Rodi e Sirignano
- Maria Cecilia (1735-1793), III duchessa di Rodi e Sirignano, sorella del precedente
- Gennaro (1719-1792), III duca ex uxore di Rodi e Sirignano, zio della precedente
- Francesco Paolo (1775-1853), IV duca di Rodi e Sirignano
- Alfonso (1807-1867), V duca di Rodi e Sirignano

Linea estinta

#### Caracciolo, duchi di Soreto (1687) e marchesi di Arena (1699)
Girolamo Caracciolo, fratello minore di Francesco Maria, III duca di Atella, ottenne nel 1687 il riconoscimento del titolo di duca sul feudo di Soreto e nel 1699 il titolo di marchese di Arena dopo averla acquisita dal Ducato di Girifalco nel 1694.
- Girolamo (1654-1733), I duca di Soreto, I marchese di Arena
- Fabrizio (1696-1769), II duca di Soreto, II marchese di Arena, rinuncia nel 1767
- Tristano (1725-1790), III duca di Soreto, III marchese di Arena
- Pasquale (1779-1849), IV duca di Soreto, IV marchese di Arena
- Michele (1804-1859), V duca di Soreto, V marchese di Arena
- Anna (1847-1902), VI duchessa di Soreto, VI marchesa di Arena

Linea estinta

#### Caracciolo, duchi di Roccaromana (1822)
Francesco Caracciolo, fratello minore di Pasquale, IV duca di Soreto, ottenne ex uxore il titolo di duca di Roccaromana per il proprio primogenito ed erede, Lucio.
- Lucio (1815-1864), I duca ex matre di Roccaromana
- Teresa (1843-1916), II duchessa di Roccaromana

Linea estinta

### Caracciolo, signori (1458) e duchi di Sicignano (1581)
- Petraccone (m. d.1458), I signore di Sicignano
- Giacomo (m. 1499), II signore di Sicignano
- Bernabò (m. 1510), III signore di Sicignano
- Giacomo (m. 1544), IV signore di Sicignano
- Bernabò (m. 1568), V signore di Sicignano
- Giacomo (m. 1578), VI signore di Sicignano
- Bernabò (m. 1614), VII signore e I duca di Sicignano
- Giacomo (1598-1626), II duca di Sicignano
- Marino (1600-1632), III duca di Sicignano, fratello del precedente
- Bernabò (1632-1652), IV duca di Sicignano
- Ippolita (1597-1678), V duchessa di Sicignano, zia del precedente

Linea estinta

#### Caracciolo, duchi di Martina (1507), conti di Buccino (1472)
La casata si origina da Petraccone, figlio primogenito di Giacomo, II signore di Sicignano, che ottenne il titolo di duca di Martina. Questi era già stato creato conte di Buccino nel 1472 ed aveva ereditato il ducato di Caggiano e la baronia di Salvitella e Sant'Angelo nel 1499, ma vi rinuncia in favore del nuovo titolo.
- Petraccone (m. 1522), I duca di Martina
- Giambattista (m. 1523), II duca di Martina
- Petraccone (m. 1576), III duca di Martina
- Ferdinando Giambattista (1530-1583), IV duca di Martina
- Carlo (m. 1607), V duca di Martina
- Giambattista (m. 1626), VI duca di Martina
- Francesco (1613-1655), VII duca di Martina
- Petraccone (1640-1704), VIII duca di Martina
- Francesco Maria (1674-1752), IX duca di Martina
- Petraccone (1703-1771), X duca di Martina
- Francesco (1734-1794), XI duca di Martina
- Petraccone (1756-1796), XII duca di Martina
- Placido (1785-1815), XIII duca di Martina
- Petraccone (1803-1827), XIV duca di Martina
- Maria Argentina (1805-1849), XV duchessa di Martina, sorella del precedente

Linea estinta

#### Caracciolo, signori di Avigliano (1549-1610)
La casata si origina da Antonio, fratello minore di Giacomo, IV signore di Sicignano, il quale acquista il feudo di Avigliano nel 1549, per sé e per i propri discendenti col titolo di signore.
- Antonio (m. 1562), I signore di Avigliano, rinuncia nel 1560
- Giambattista (m. 1588), II signore di Avigliano
- Giovanni Antonio (1570-1618), III signore di Avigliano (venduto nel 1610)

#### Caracciolo, signori, baroni e principi (1731) di Pettoranello
La casata si origina da Giuseppe, nipote di Giovanni Antonio, III signore di Avigliano, suo nonno, il quale ottiene il feudo di Pettoranello per sé e per i propri discendenti col titolo di signore. 
- Giuseppe (m. 1688), I signore di Pettoranello
- Francesco (m. 1724), II signore di Pettoranello, rinuncia nel 1715 in favore del figlio
- Giuseppe (1696-1772), III signore e I barone di Pettoranello
- Eustacchio (1714-1793), II barone e I principe di Pettoranello
- Vincenzo (1733-1806), II principe di Pettoranello
- Giuseppe (1781-1868), III principe di Pettoranello
- Giuseppe (1833-1899), IV principe di Pettoranello
- Vincenzo (1871-?), V principe di Pettoranello

Linea estinta

### Caracciolo, signori di Montanara e Ponte Albaneto
- Oliviero (m. 1507), I signore di Montanara
- Giovanni Battista (m. 1508), II signore di Montanara
- Francesco (m. 1536), III signore di Montanara, fratello del precedente
- Giacomo (m. d. 1556), IV signore di Montanara
- Ferdinando (m. p. 1599), V signore di Montanara
- Giacomo (m. 1632), VI signore di Montanara
- Ferrante (m. 1657), VII signore di Montanara
  - Giacomo (1633-p. del 1657), premorto al padre

Linea estinta

#### Caracciolo, signori di Castelluccio (1515)
- Luigi (m. 1539), I signore di Castelluccio
- Marcantonio (?-?), II signore di Castelluccio

#### Caracciolo, principi di Castagneto (1724), duchi di Melito (1879)
La casata si originò da Francesco Saverio che acquistò dalla famiglia della moglie, Giuseppa d’Amato, figlia ed erede di Filippo, il feudo di Castagneto e ne ottenne il titolo di principe con diploma imperiale del 29 febbraio 1724.
- Francesco Saverio (1695-1743), I principe di Castagneto
- Gaetano (1726-1800), II principe di Castagneto
- Nicola (1758-1821), III principe di Castagneto
- Nicola (1809-1869), IV principe di Castagneto, nipote del precedente, suo nonno
- Gaetano (1837-1909), V principe di Castagneto
- Gaetano (1879-1923), VI principe di Castagneto, nipote del precedente, suo zio
- Carlo (1911-1938), VII principe di Castagneto
- Filippo (1903-1965), VIII principe di Castagneto, III duca di Melito, cugino del precedente
- Carlo (1925-2008), IX principe di Castagneto, IV duca di Melito
- Nicola (1931-2020), X principe di Castagneto, V duca di Melito, fratello del precedente

### Caracciolo, conti di Feroleto e Nicastro (1496), duchi di Feroleto (1589)
- Marcantonio (m. 1511), I conte di Feroleto e Nicastro
- Faustina (1508-d.1531), II contessa di Feroleto e Nicastro
  - Alfonso (?-p. 1531), II conte ex uxore di Feroleto e Nicastro
- Giambattista (1524-1531), III conte di Feroleto e Nicastro
- Ferrante (1525-1596), IV conte di Feroleto e Nicastro, I duca di Feroleto
- Ferrante (1587-1605), II duca di Feroleto
- Isabella (1583-1624), III duchessa di Feroleto

Linea estinta

## Caracciolo del Sole

### Caracciolo di Venosa e Sant'Angelo

#### Caracciolo, duchi di Venosa (1425-1427, 1ª concessione), duchi (1432-1528) e principi di Melfi (1498-1528)
- Sergianni (1372-1432), I duca di Venosa
- Troiano (m. 1456), II duca di Venosa, I duca di Melfi
- Sergianni (m. 1487), II duca di Melfi
- Troiano (m. 1520), III duca di Melfi, dal 1498 I principe di Melfi
- Sergianni (1487-1559), II principe di Melfi, titoli e feudi confiscati nel 1528
- Antonio (1515-1570), III principe titolare di Melfi, vescovo di Troyes

Linea estinta

#### Caracciolo, conti di Sant'Angelo (1427, 1ª concessione)
- Marino (m. 1467), I conte di Sant'Angelo (per cessione del fratello Sergianni, I duca di Venosa)
- Leonardo (m. 1507), II conte di Sant'Angelo
- Gian Giacomo (m. 1541), III conte di Sant'Angelo
- Leonardo (1514-1553), IV conte di Sant'Angelo
- Gian Giacomo (m. 1576), V conte di Sant'Angelo
- Carlo (m. 1583), VI conte di Sant'Angelo

Linea estinta

#### Caracciolo, duchi di Venosa e conti di Sant'Angelo (1738, 2ª concessione)
Nel 1738 Gaetano Caracciolo, discendente diretto di Troiano, fratello di Gian Giacomo Caracciolo, V conte di Sant'Angelo e imparentato coi duchi di Venosa, reclama ed ottiene presso la corte di Napoli il riconoscimento per sé di entrambi i titoli.
- Gaetano (1678-1760), I duca di Venosa e conte di Sant'Angelo
- Francesco (1709-1763), II duca di Venosa e conte di Sant'Angelo
- Antonio (1714-1772), III duca di Venosa e conte di Sant'Angelo, fratello del precedente
- Gaetano (1740-1833), IV duca di Venosa e conte di Sant'Angelo, nipote del precedente suo zio
- Luigi Maria (1798-1874), V duca di Venosa e conte di Sant'Angelo
- Giuseppe (1846-1899), VI duca di Venosa e conte di Sant'Angelo, sacerdote

Linea estinta

### Caracciolo, marchesi di Capriglia (1632) e di Villamaina (1669), duchi di san Teodoro (1742)
- Vincenzo (m. 1667), II marchese di Capriglia
- Domenico Maria (1647-1700), III marchese di Capriglia, I marchese di Villamaina
- Vincenzo Maria (1665-1722), IV marchese di Capriglia, II marchese di Villamaina
- Tommaso (1674-1756), V marchese di Capriglia, III marchese di Villamaina
- Tommaso Caracciolo-Venato (1712-1765), VI marchese di Capriglia, IV marchese di Villamaina, I duca di San Teodoro
- Tommaso (1761-1777), II duca di San Teodoro
- Carlo Maria (1764-1823), III duca di San Teodoro, fratello del precedente
- Carlo Luigi (1801-1873), IV duca di San Teodoro
- Luigi (1826-1889), V duca di San Teodoro
- Teresa (1855-1935), VI duchessa di San Teodoro

Linea estinta

### Caracciolo, duchi di Miranda
- Francesco Leonardo (1613-1695), I duca di Miranda
- Giulio Cesare (1653-1706), II duca di Miranda
- Francesco (1705-1752), III duca di Miranda
- Maria Anna (1746-1785), IV duchessa di Miranda

Linea estinta

### Caracciolo, marchesi di Amorosi (1673) e principi di Melissano (1724)
La linea si origina da Francesco, già VI marchese di Grottole, il quale nel 1673 vendette tale feudo ed ottenne di poter appoggiare il suo titolo sul feudo di Amorosi.
- Francesco (m. 1691), I marchese di Amorosi
- Giambattista (1660-1730), II marchese di Amorosi, rinuncia nel 1701
- Nicola (1669-1744), III marchese di Amorosi, I principe di Melissano, fratello del precedente
- Francesco (1705-1775), II principe di Melissano
- Giambattista (1737-1801), III principe di Melissano
- Nicola (1774-1832), IV principe di Melissano
- Giambattista (1799-1885), V principe di Melissano
- Alberto (1846-1886), VI principe di Melissano, nipote del precedente, suicida senza eredi
- Cornelia (1805-1888), VII principessa di Melissano, sorella del precedente
- Giovan Battista Cafaro (?-?), ex matre VIII principe di Melissano, figlio della precedente; morto scapolo senza eredi
- Filippo (1917-?), IX principe di Melissano, cugino del precedente, titolo reclamato, rinuncia nel 1989
- Francesco (1917-2001), X principe di Melissano, fratello del precedente
- Landolfo (n.1959), XI principe di Melissano

Erede presunto: Francesco (n. 1988)